# Herz-Jesu-Kirche (Berlin-Zehlendorf)
Die Herz-Jesu-Kirche (ⓘ) im Berliner Ortsteil Zehlendorf des heutigen Bezirks Steglitz-Zehlendorf ist die Pfarrkirche der gleichnamigen katholischen Kirchengemeinde. Das von Christoph Hehl entworfene neugotische Gotteshaus wurde 1908 geweiht und bildet mit dem Pfarrhaus einen Gebäudekomplex. Die Kirche mit Pfarr- und Gemeindehaus steht unter Denkmalschutz.

## Geschichte
Die Ursprünge der Gemeinde reichen weit vor den Bau der Kirche zurück. Das ursprüngliche Angerdorf Cedelendorp, das 1230 in den Besitz der Askanier kam, wurde bereits 1242 von den Markgrafenbrüdern Johann I. und Otto III. an die Zisterzienser des Klosters Lehnin verkauft. 300 Jahre später, nach dem Übertritt des damaligen Landesfürsten Joachim II. zum lutherischen Glauben und der reformatorischen Säkularisation des Klosters, endete die Vorgeschichte der katholischen Pfarrgemeinde Zehlendorf.
Im Jahr 1905 wohnten in Zehlendorf rund tausend katholische Christen, für die der Besuch der Messe in der Rosenkranz-Basilika mit längeren Wegen verbunden war. Um dieser Situation abzuhelfen, rief der Steglitzer Katholische Gesellenverein, der um 1850 gegründet worden war, einen Kirchenbauverein ins Leben, der viel Zulauf erfuhr. Die Terraingesellschaft Zehlendorf-Grunewald stellte kostenlos ein Grundstück an der Ecke Riemeister- und Elsestraße, der heutigen Schmarjestraße, mit der Bedingung zur Verfügung, dass unverzüglich mit dem Kirchenbau begonnen werde. Seit 1904, bevor das katholische Gotteshaus errichtet wurde, fanden bereits heilige Messen in Zehlendorf statt. Als Übergangskirche diente zunächst ein umgebauter Tanzsaal des Gasthauses Fürstenhof, später eine umgestaltete Lagerhalle des Kaufmanns Haupt in der Potsdamer Straße.
Die Herz-Jesu-Kirche hat ihren Namen nach dem Wunsch einer Stifterin, die 50.000 Mark zum Bau der Kirche beitrug. Die Gesamtbaukosten wurden von dem Architekten mit rund 500.000 Mark angegeben.
Nachdem am 18. Dezember der Kirchenvorstand in Steglitz und am 20. Dezember 1908 auch die Gemeindevertretung der Abtrennung zugestimmt hatten, wurde die Gemeinde Herz-Jesu Zehlendorf mit der Errichtungsurkunde vom 26. April 1910 als selbstständige Kuratie aus der Steglitzer Groß-Pfarrei ausgegliedert. Die Erhebung zur Pfarrei erfolgte 1920, als auch Groß-Berlin gebildet wurde.

## Architektur

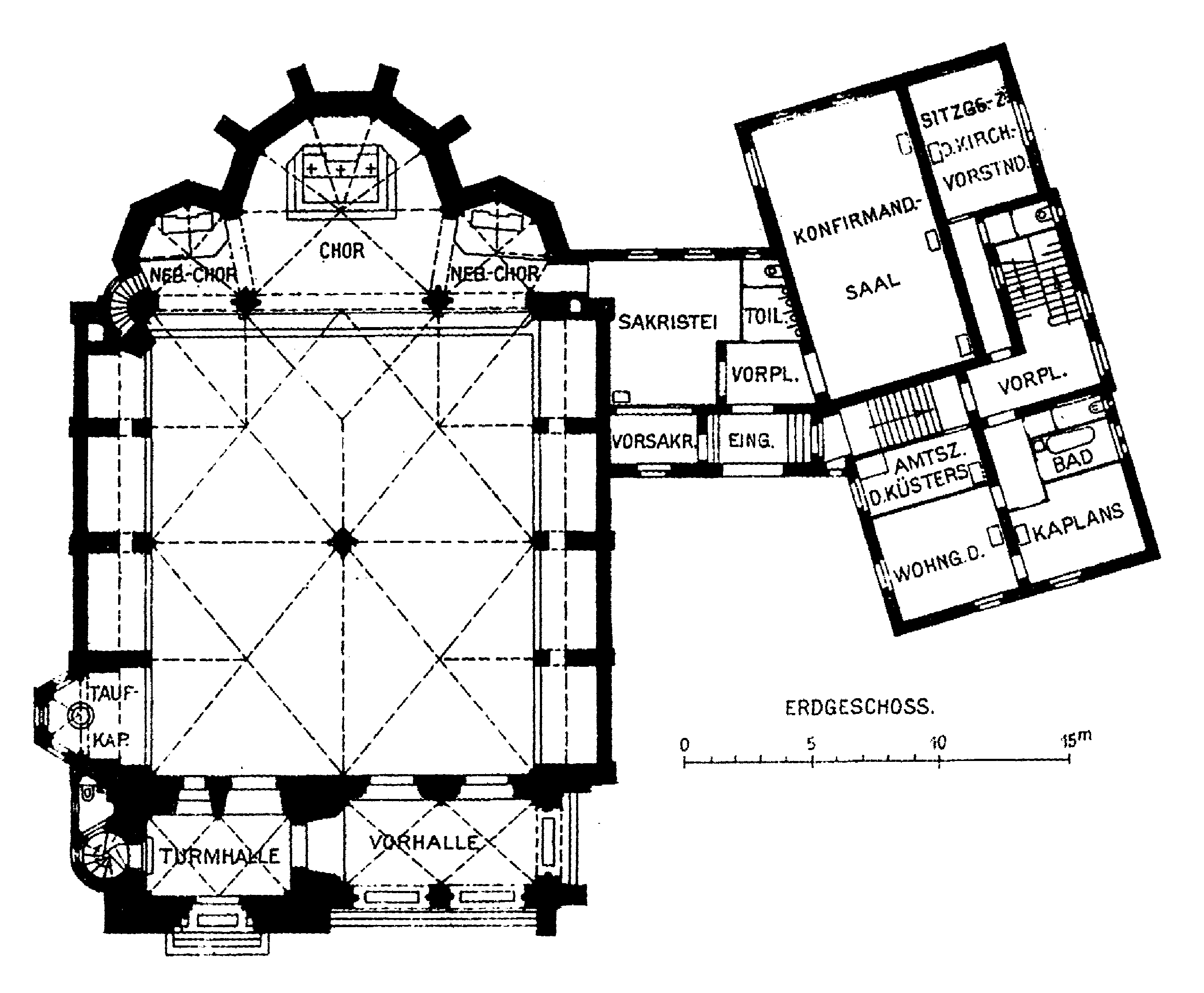
Grundriss

Die Herz-Jesu-Kirche ist ein überwiegend mit roten Ziegeln im märkischen Klosterformat verblendeter Mauerwerksbau. Die Fassade wurde – erstmalig in Berlin – mit roh behauenem grauem Hildesheimer Kalkstein geschmückt, die ornamentalen Bauwerksteile sind mit weißem Sandstein verkleidet.
Der quadratische Grundriss des Schiffes der Saalkirche hat einen Mittelpfeiler, um den sich vier Teile eines Kreuzrippengewölbes gruppieren, wodurch sich sowohl in Längs- als auch in Querrichtung ein Raum mit zwei Jochen ergibt. Die Strebepfeiler sind an den Längsseiten des Kirchenschiffs in das Innere gezogen, sodass sich Nischen ergeben. Das Kirchenschiff wird von eigenen Baukörpern eines polygonalen Hauptchors und zweier Nebenchöre abgeschlossen.
Dem linken vorderen Joch ist ein querrechteckiger Turm vorgelagert, dem rechten eine offene Vorhalle. Im Bereich des rechten hinteren Jochs ist die Sakristei angebaut, an die sich das dreigeschossige Pfarrhaus anschließt. Die Seitenfassaden jedes Joches haben zwei Spitzbogenfenster unterhalb eines Giebeldreiecks, darüber ein querliegendes Satteldach wie bei einer Giebelgaube. Die Fassade über der offenen Vorhalle mit ihrer Spitzbogen-Arkade ist ähnlich gestaltet, allerdings hat diese drei Spitzbogenfenster.
Der Turm der Kirche, bedeckt mit einem Faltdach, ist durch Gurtgesimse und Friese in fünf Geschosse gegliedert. Ein abgetrepptes Spitzbogenportal, über dessen Tür sich ein Querbalken mit der geschnitzten Darstellung des Abendmahles befindet, führt zum Haupteingang und der dahinterliegenden Turmhalle. Der Aufgang zur Orgelempore und zum Glockenstuhl, abgetrennt durch eine eiserne Gittertür, geht von der Turmhalle ab. Von der offenen Vorhalle, über der sich die Orgelempore befindet, führen zwei Türen direkt ins Kircheninnere, eine weitere ebenfalls zur Turmhalle.

## Ausstattung

### Wände, Decke, Säulen
Die Kirche ist weder farbig noch mit Motiven ausgemalt, obwohl der Architekt das in seinen Plänen vorgesehen hatte. Alle Architekturglieder sind ziegelsteinsichtig ausgeführt, die Wandflächen und Gewölbe sind verputzt und weiß gestrichen.

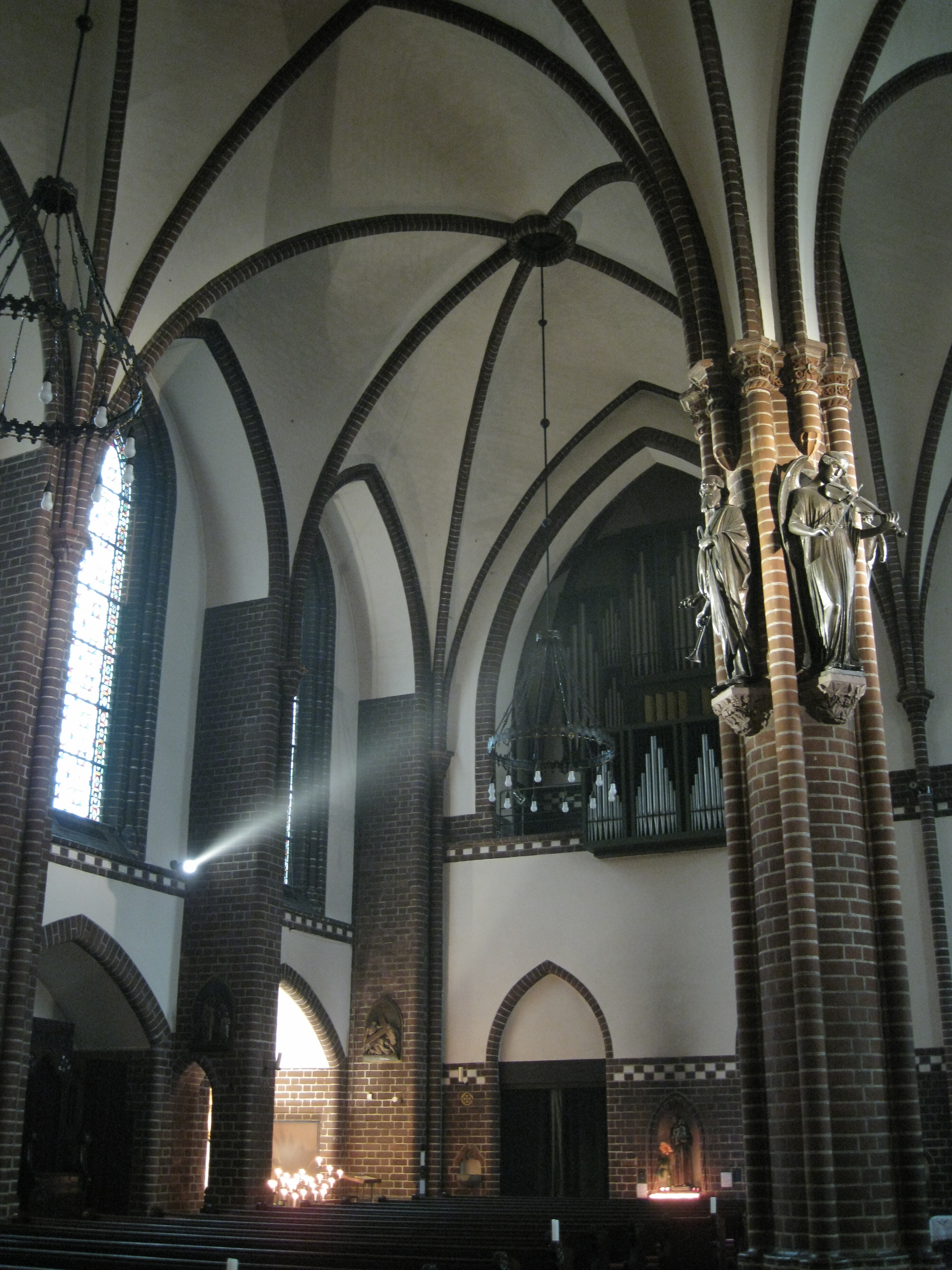
Mittelsäule

Das Mittelschiff ist zwölf Meter breit, die Seitenschiffe je vier Meter.
Am Mittelpfeiler des Haupt-Kirchenschiffs sind vier 2,20 Meter hohe Bronzestatuen angebracht, die Maria, Josef und zwei musizierende Engel darstellen, geschaffen vom Bildhauer Josef Limburg. Bei der Grundsteinlegung wurde unten an der Säule eine Kapsel mit damals gebräuchlichen Münzen und anderen Dokumenten der Zeit eingemauert.

### Nördliches Seitenschiff
Vom Haupteingang auf der linken Seite des Kirchenschiffs befindet sich in einer polygonal ausgebuchteten Nische die Taufkapelle, in deren Mitte der gemauerte Taufstein mit einer Granitschale steht. Als Abdeckung dient eine kupferne Haube mit der Figur des heiligen Johannes des Täufers. In der nächsten linken Seitennische steht einer der beiden Beichtstühle, in der folgenden eine mit Schnitzereien versehene Eichenbank wie ein Chorgestühl.
Neben der Kanzelsäule befindet sich die Marienkapelle mit dem Marienaltar, dessen Altarretabel, die Krönung Mariens, von Ferdinand Langenberg geschaffen wurde und dessen Predella ein Heiliges Grab darstellt. Die Fenster der Marienkapelle zeigen Szenen aus dem Leben der Gottesmutter.

### Kanzel
An einer Säule des nördlichen Seitenschiffes ist die Kanzel angebaut. Die mit Formziegeln verzierte Kanzel ist mit drei Bronzereliefs geschmückt, die vom Architekten Carl Kühn, einem Schüler Hehls, stammen. Das linke zeigt Silas und Paulus, einen knienden Gefängniswärter taufend.

### Apsis mit Altar

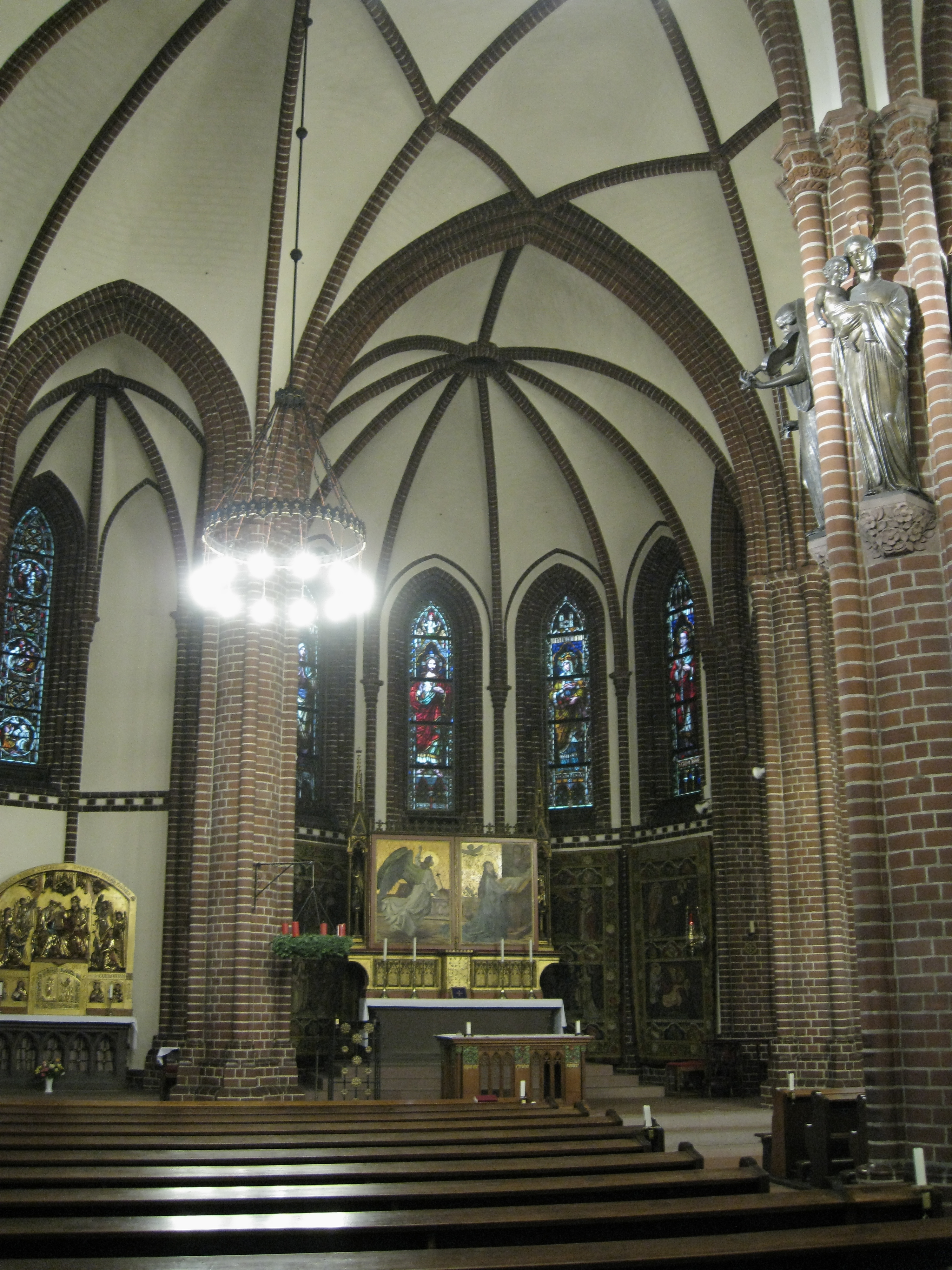
Apsis

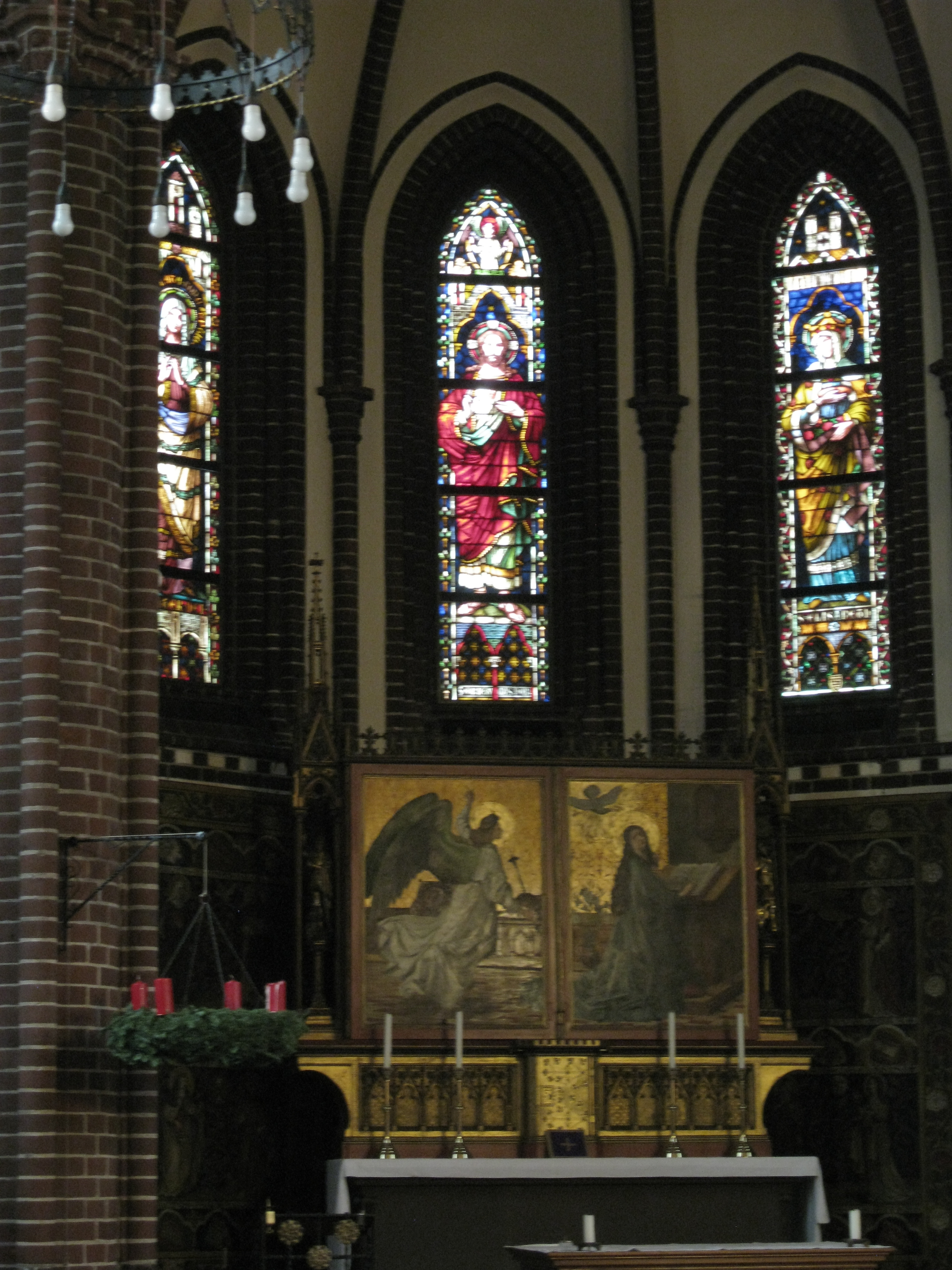
Altar

Der Hochaltar im Hauptchor, ein Werk von Ferdinand Langenberg, ist ein Flügelaltar, der innen geschnitzt und außen bemalt ist. Er wird in der Adventszeit und zu Marienfesten zugeklappt, so dass das Bild von Friedrich Stummel zu sehen ist, das die Verkündigung Mariens zeigt. Im geöffneten Zustand zeigt er in der Mitte Jesus Christus am Kreuz mit Maria und Johannes, links und rechts von der Mitte vier Szenen mit Jesus. Unter dem Kreuz befindet sich der Tabernakel. Auf den Seitenflügeln sind die zwölf Apostel dargestellt.
Der Hauptchor hat fünf Fenster. Das mittlere stellt einen Bezug zum Namen der Kirche her, und zwar Christus, der sein liebendes Herz zeigt.
Vor dem Hochaltar steht der bewegliche Volksaltar, der zu bestimmten Anlässen, wie zur Karfreitagsliturgie, zur Seite gestellt wird. Bis zur Liturgiereform von 1968 zelebrierte der Priester die heilige Messe am Hochaltar, mit dem Blick zum Kreuz und dem Rücken zur Gemeinde. Seither wird die Messe meist mit dem Gesicht zur Gemeinde gefeiert.
Der Altarraum war bis zum Umbau der Kirche nach der Liturgiereform durch eine gemauerte Kommunionbank, deren gotische Bogenfenster mit Gittern geschlossen waren, auf ganzer Breite vom Hauptschiff getrennt. Aus diesen Gittern wurde der Ambo errichtet, der vorn links im Altarraum an den Stufen steht.

### Vierung und Südliches Seitenschiff
Das Vierungsgewölbe entsteht im Kreuzungspunkt des Langschiffes mit den Seitenschiffen. Es ist durch große Rundbögen markiert, im unteren Teil der Kuppel lässt ein Kranz von 16 schmalen unbunten Fenstern Tageslicht in das Kircheninnere.
Rechts vom Hauptchor befindet sich als Gegenstück zur Marienkapelle die Josefskapelle. Auf dem Altar steht eine aus Holz geschnitzte Christusstatue mit Heiligstem Herz. Durch diese Figur wird der Altar heute als Herz-Jesu-Altar wahrgenommen. Die Fenster zeigen die ursprüngliche Josefskapelle mit Episoden aus dem Leben des heiligen Josef. Neben der Josefskapelle sieht man die Kopie einer Ikone der Gottesmutter, deren Original sich in Rom befindet. Rechts neben der Ikone schließt sich eine kleine, vergitterte Wandnische an, in der in drei Behältern die heiligen Öle aufbewahrt werden. In der nächsten Seitennische steht eine geschnitzte Marienstatue auf einem Sockel.
In der nächsten Nische befindet sich der zweite Beichtstuhl. Die letzte Seitennische beherbergt die Gedenkkapelle, in der die Gläubigen ihre Kerzen für die Verstorbenen entzünden. Das Kruzifix hing früher neben dem Hauptaltar links an der Säule. An der Wand ist rechts eine Gedenktafel für die Opfer der Kriege zu sehen.
An der Rückwand der Kirche ist in einer kleinen Nische die Statue des Heiligen Antonius von Padua aufgestellt.

### Wandteppiche
Unterhalb der Fenster in der Apsis hängen seit September 1998 wieder vier Wandteppiche mit Darstellungen von Heiligen, entworfen von Friedrich Stummel. Nach dem Zweiten Vatikanischen Konzil waren sie aus der Kirche entfernt worden. 1997 wurden sie, mit Faltenbrüchen und stark verschmutzt, im Dach des Pfarrhauses, wo sie als Dämmmaterial dienten, aufgefunden und nach ihrer Restaurierung wieder in der Apsis aufgehängt. Es handelt sich um eine ölgebundene Temperamalerei. Grundmaterial ist Persenning aus Leinen und Baumwolle.

## Sonstiges
Der gesamte Raum unter den Haupt- und Seitenschiffen ist unterkellert. Hier befindet sich eine Krypta, die zu gottesdienstlichen Zwecken gebaut wurde und Platz für rund 500 Besucher bietet.
Die Anzahl der Sitzplätze auf den Kirchenbänken beträgt 367. Zusammen mit weiteren Bankplätzen auf der Empore und denen in der Krypta können fast 2000 Personen die Kirche nutzen.

## Glocken
Im Jahr der Kirchweihe 1908 goss die Glockengießerei Otto aus Hemelingen/Bremen drei Bronzeglocken für Herz Jesu. Die Glocken hatten folgende Disposition: cis′ – e′ – fis′. Die beiden größere Glocken mussten im Ersten Weltkrieg als Metallspende des deutschen Volkes abgeliefert werden und wurden eingeschmolzen. Die verbliebene kleine fis-Glocke wurde 1924 durch zwei neue OTTO-Glocken mit cis und e ergänzt. Diese beiden Glocken fielen der nächsten Metallspende im Zweiten Weltkrieg zum Opfer. Das Geläut wurde 1958 durch zwei neue Otto-Glocken wieder komplettiert. Der Neuguss erfolgte in der Glockengießerei Otto in Hemelingen am 27. Oktober 1958. Am 2. November 1958 wurden die Glocken konsekriert. So hängen heute im Turm drei Bronzeglocken von Otto.
| Name      | Schlagton | Gussjahr | Gewicht | Durchmesser | Höhe   | Inschrift                                      |
| --------- | --------- | -------- | ------- | ----------- | ------ | ---------------------------------------------- |
| Herz Jesu | cis′      | 1958     | 1950 kg | 1453 mm     | 147 cm | + Dem Herzen Jesu singe +                      |
| Maria     | e′        | 1958     | 1100 kg | 1223 mm     | 120 cm | + Maria, Königin des Friedens, bitte für uns + |
| Joseph    | fis′      | 1908     | 0923 kg | 1140 mm     | 098 cm | + Joseph + fas nos innocuum decurre vitam +    |

Die Marienglocke läutet jeden Tag dreimal zum Angelusgebet.

## Orgel

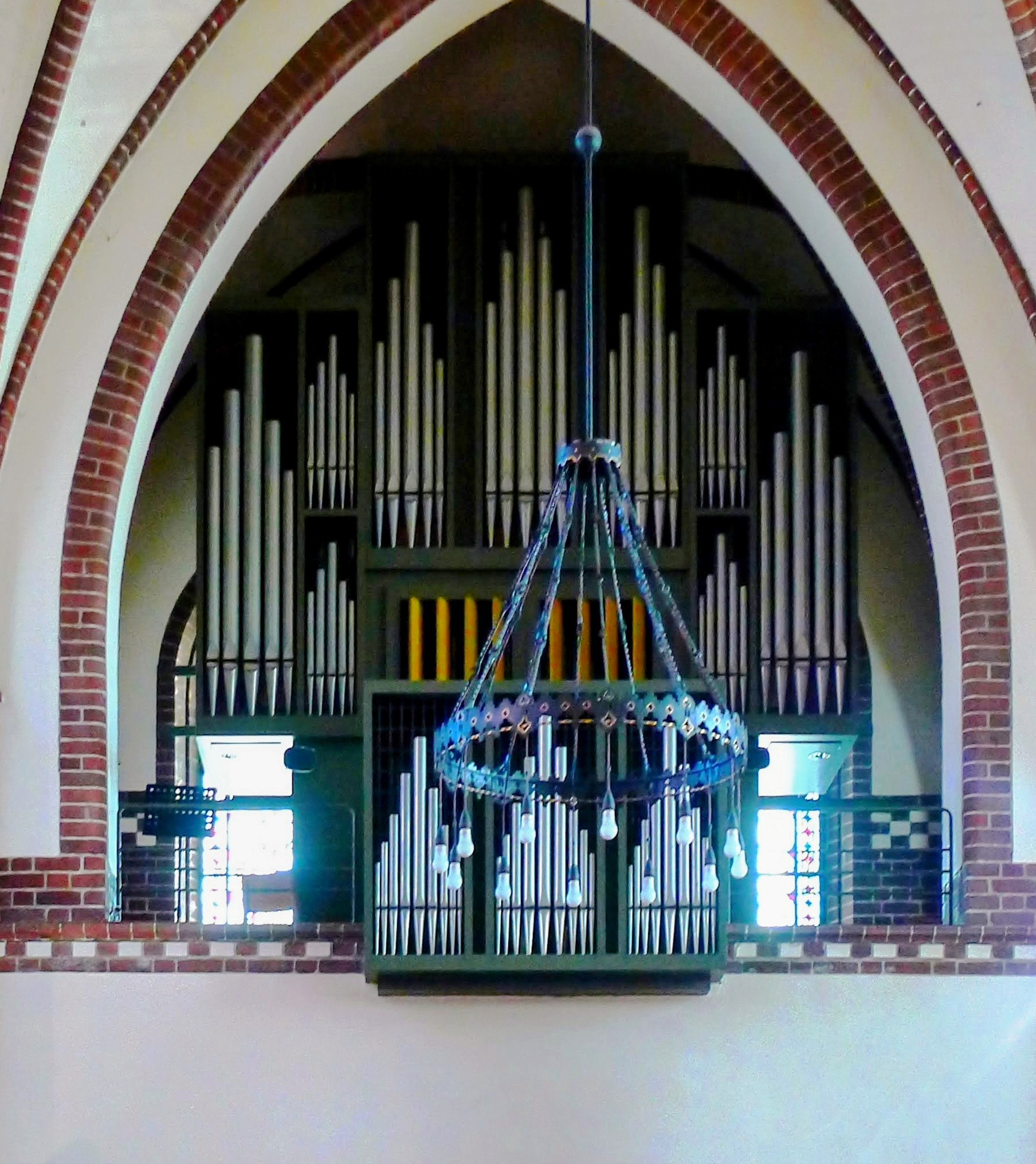
Orgel

Die alte Orgel aus dem Jahr 1911, die auf der eigentlichen Orgelempore stand, wurde durch eine neue von der Orgelbaufirma Detlef Kleuker aus Brackwede ersetzt; sie wurde am 31. März 1973 geweiht. Die Größe des neuen Instruments machte es erforderlich, weil keine Kanzeln für einzelne Register im Kirchenraum aufgebaut werden sollten, dass sie auf der zweiten Empore errichtet wurde. Die große Chorempore ging damit verloren.
Im großen Orgelgehäuse sind das Hauptwerk, das Brustwerk und das Pedalwerk untergebracht. Das Rückpositiv mit dem vierten Werk sitzt auf der Brüstung und ragt in den Kirchenraum hinein. Der Spieltisch steht zwischen Hauptwerk und Rückpositiv. Das Instrument verfügt über Schleifladen mit mechanischer Traktur und elektronischer, ursprünglich elektrischer Registrierung. Die Orgel besitzt 1760 Pfeifen in 25 klingenden Registern, die nachstehend aufgeführt sind:
| I Rückpositiv C–g3 |    |
| Rohrflöte          | 8′ |
| Ital. Principal    | 4′ |
| Oktave             | 2′ |
| Sesquialtera II    |    |
| Zimbel III         |    |
| Krummhorn          | 8′ |
| Tremulant          |    |

| II Hauptwerk C–g3 |       |
| Principal         | 8′    |
| Gemshorn          | 8′    |
| Oktave            | 4′    |
| Nasat             | 2 ⁄3′ |
| Waldflöte         | 2′    |
| Mixtur V          |       |
| Trompete          | 8′    |

| III Brustwerk (schwellbar) C–g3 |        |
| Holzgedackt                     | 08′    |
| Singend gedackt                 | 04′    |
| Prinzipal                       | 02′    |
| Quinte                          | 01 ⁄3′ |
| Scharff III                     |        |
| Dulcian                         | 16′    |
| Tremulant                       |        |

| Pedal C–g1    |     |
| Subbass       | 16′ |
| Prinzipal     | 08′ |
| Rohrpfeife    | 04′ |
| Weitprinzipal | 02′ |
| Posaune       | 16′ |

- Koppeln: I/II, III/II, I/P, II/P, III/P
- Spielhilfen: Handregister, 2 freie Kombinationen, 1 freie Pedalkombination, 1 feste Kombination (Organo pleno), Einzelabsteller für die Zungenregister, Jalousieschweller für das Brustwerk (mechanisch)